# Akinori Nishiyama
Pour les articles homonymes, voir Nishiyama.
 (juillet 2025).
Si vous disposez d'ouvrages ou d'articles de référence ou si vous connaissez des sites web de qualité traitant du thème abordé ici, merci de compléter l'article en donnant les références utiles à sa vérifiabilité et en les liant à la section « Notes et références ».
Akinori Nishiyama (西山 彰則, Nishiyama Akinori) est un développeur de jeux vidéo.

## Liste de jeux
| Date | Nom du jeu                                  | Fonction occupée                        |
| ---- | ------------------------------------------- | --------------------------------------- |
| 1988 | Space Harrier II                            | -                                       |
| 1988 | Phantasy Star                               | Game Testing                            |
| 1989 | Phantasy Star II                            | Writer / Director                       |
| 1989 | Forgotten Worlds                            | Game Testing                            |
| 1990 | Phantasy Star III: Generations of Doom      | -                                       |
| 1993 | Panic!                                      | Graphic Design                          |
| 1994 | Phantasy Star IV: The End of the Millennium | script                                  |
| 1995 | Magic Knight Rayearth                       | -                                       |
| 1997 | Sonic Jam                                   | -                                       |
| 1998 | Sonic Adventure                             | Scenario Writer                         |
| 1999 | ChuChu Rocket!                              | Puzzle Editing                          |
| 2000 | Sonic Shuffle                               | Supervisor                              |
| 2001 | Sonic Adventure 2                           | Product Support / Recording Coordinator |
| 2001 | Sonic Advance                               | Director                                |
| 2003 | Sonic Pinball Party                         | Director                                |
| 2003 | Sonic Heroes                                | Product Support / Recording Coordinator |
| 2006 | Sonic Riders                                | Recording Coordinator                   |